# Абдулгазино
Абдулга́зино, также Абдулга́зы (баш. Әбделғәзе) — деревня в Абзелиловском районе Республики Башкортостан, относится к Амангильдинскому сельсовету.

## Географическое положение
Расстояние до:
- районного центра (Аскарово): 29 км,
- центра сельсовета (Амангильдино): 5 км,
- ближайшей железнодорожной станции (Магнитогорск-Пассажирский): 82 км.

## Происхождение названия
От башкирского личного имени баш. Әбделғәзе (рус. Абдулгазы). Названа по имени первопоселенца Абдулгазы Исянгулова.

## Население
| 1968 | 2002 | 2009 | 2010 |
| ---- | ---- | ---- | ---- |
| 320  | ↘306 | ↗352 | ↘295 |

Согласно переписи 2002 года, преобладающая национальность — башкиры (100 %).

## Религия
В деревне есть мечеть «Шамиль».